# ペルミ市電
ペルミ市電（ロシア語: Пермский трамвай）は、ロシア連邦の都市・ペルミ市内に存在する路面電車。ソビエト連邦（ソ連）時代の1929年に開通し、2021年現在は路線バスと共にペルミ市が所有するペルムゴルエレクトロトランス（МУП «Пермгорэлектротранс»）による運営が行われている。

## 歴史
ロシア連邦の都市・ペルミ市内に軌道交通を敷設する計画はロシア革命勃発前の1900年代後半から既に進行しており、1910年代の時点で車庫や橋梁などの建設や車両の発注が実施されていたものの、第一次世界大戦や革命の影響でそれらの動きは中断を余儀なくされた。その後、1927年にペルミ市議会は公共交通機関の輸送力増強や市民の安価な輸送機関の確保といった目的から再度路面電車の導入を決議し、1929年3月から建設工事が行われ、同年の11月7日に最初の路線が開通した。
翌1930年には第二の路線が営業運転を開始し、以降は幾度となく延伸が実施され、ペルミ市内における重要な交通機関へと成長した。1940年時点で8系統、営業キロ48 kmの路線網が存在し、79両の旅客車両に加えて貨物輸送用の電気機関車や貨車も在籍した。第二次世界大戦（大祖国戦争）中は旅客輸送に加えこの貨物輸送の需要も高まり、輸送量は戦争前の3倍以上に膨れ上がった。
戦後は貨物輸送の需要が減少し最終的に廃止に至った一方、旅客輸送については1948年にウスチ＝カタフスキー車両製造工場製の新型車両（KTM-1）の導入が実施された他、工業化に合わせた路線網の延伸も積極的に実施され、最大規模となった1970年代には15系統が存在した。ただ、その一方でトロリーバス（ペルミ・トロリーバス）の開通に伴う路線の廃止・移設が実施された他、ソ連末期にもカムスキー橋（Камский мост）の老朽化による一部系統の廃止や郊外を結んでいた高速系統の路線バスへの置き換えが実施された。
ソビエト連邦の崩壊後は新型車両の導入を継続して進めている他、既存の経路の更新・改修工事も行われており、その一環として2021年1月16日には50年ぶりとなる新規路線の開通が実施されている。また、運賃徴収システムについてもプリペイド機能を備えた銀行カードやICカードを使用した支払いが可能となっており、路線バスと共に利便性の向上が図られている。

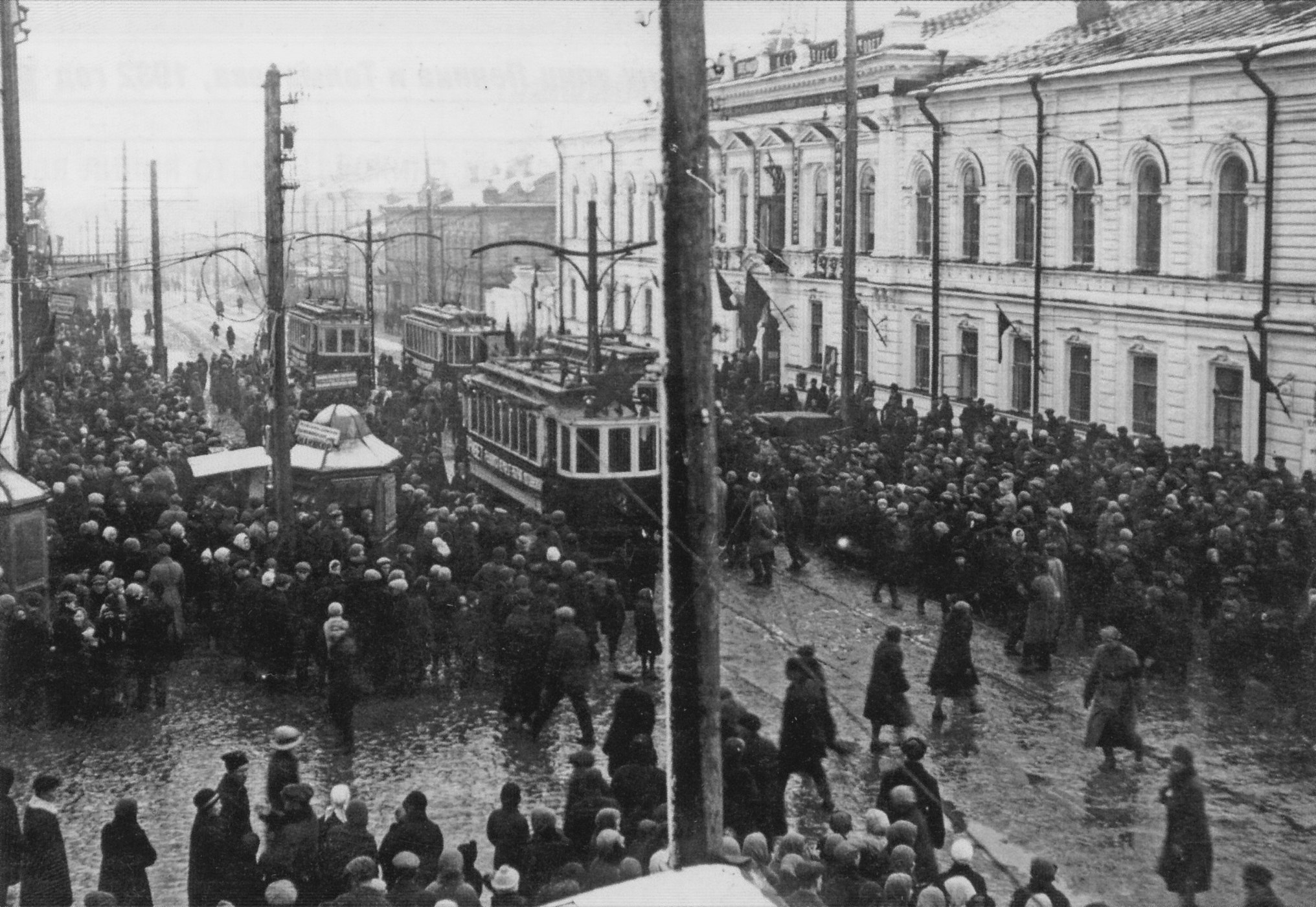
開通初日のペルミ市電（1929年11月7日撮影）
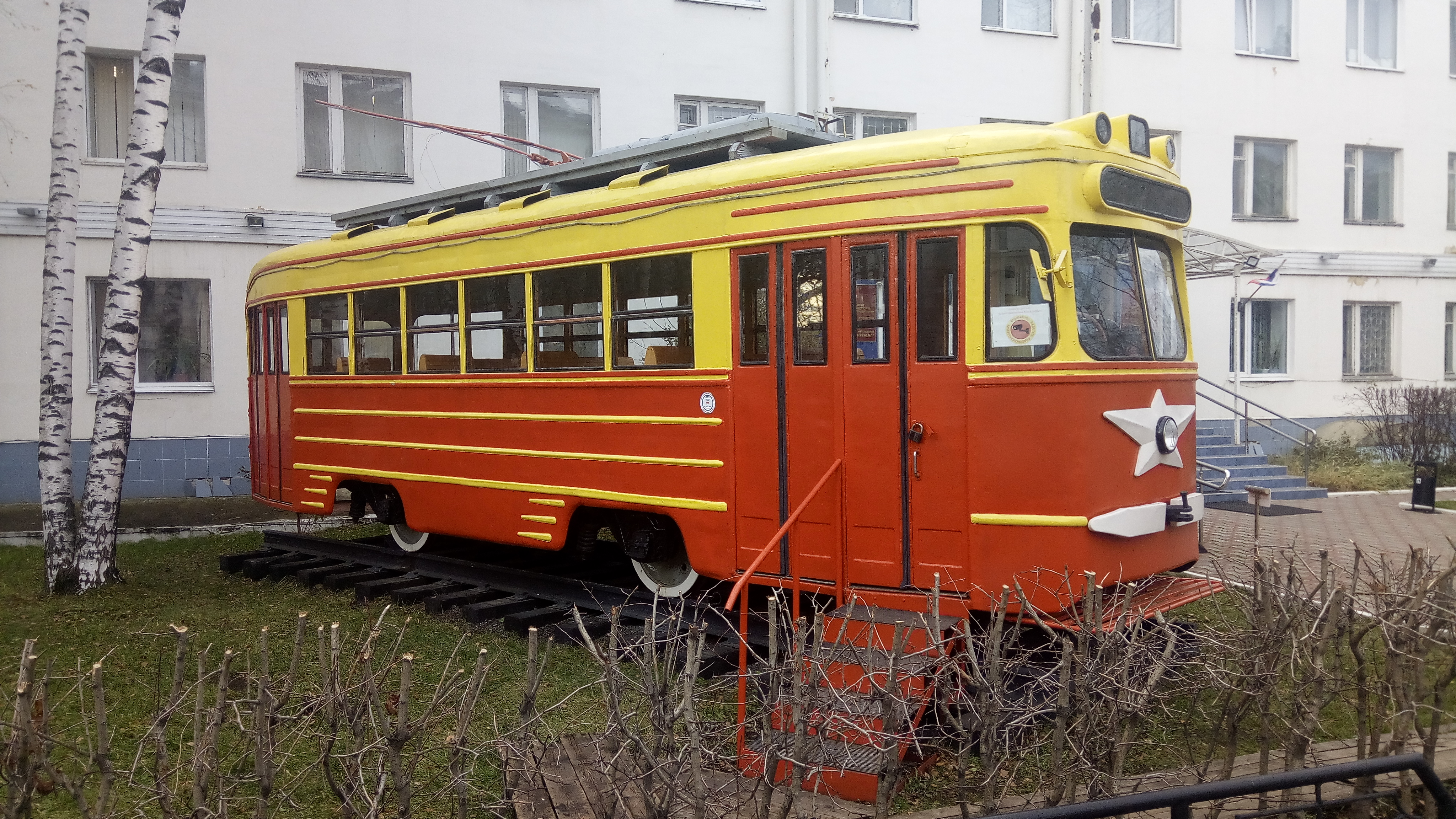
静態保存されているKTM-1（2019年撮影）

## 系統
2021年現在のペルミ市電の系統は以下の通り。同年時点で一部区間で近代化工事が行われており、それに伴う運休や区間の変更が生じている。
| 系統番号 | 起点                | 終点                  | 備考・参考                                                |
| -------- | ------------------- | --------------------- | --------------------------------------------------------- |
| 2        | Станция "Осенцы"    | Стахановское кольцо   |                                                           |
| 3        | Станция "Пермь-2"   | ОАО "Красный Октябрь" | 2021年現在改修工事の影響で運休中 代行バス（88号線）が運行 |
| 4        | Станция "Пермь-2"   | Микрорайон Висим      | 2021年現在改修工事の影響で運休中                          |
| 5        | Станция "Бахаревка" | Станция "Пермь-2"     |                                                           |
| 6        | Станция "Пермь-2"   | Разгуляй              |                                                           |
| 7        | Станция "Пермь-2"   | ОАО "ВРЗ"             |                                                           |
| 8        | АО "Инкар"          | Микрорайон Висим      |                                                           |
| 11       | Школа №107          | Микрорайон Висим      |                                                           |
| 12       | Школа №107          | Разгуляй              |                                                           |

## 車両
2021年の時点でペルミ市電に在籍する車両は以下の通り。2008年までは連結運転が行われていたが、同年以降列車本数の増発やコスト削減に伴い全列車とも単行運転（1両編成）を実施している。車庫は2箇所存在するが、車両が在籍するのはパラトヴォ車庫（Балатово）であり、もう一方のクラスヌイ・オクチャブル（Красный октябрь）車庫は修理を専門としている。
| 車両形式   | 車両形式   | 両数 (2020年現在) | 備考・参考             |
| ---------- | ---------- | ----------------- | ---------------------- |
| 71-605     | 71-605     | 19両              |                        |
| 71-605     | 71-605A    | 14両              |                        |
| 71-608     | 71-608KM   | 11両              | 全車運用離脱中         |
| 71-619     | 71-619K    | 9両               |                        |
| 71-619     | 71-619KT   | 18両              |                        |
| 71-623     | 71-623-00  | 38両              | 部分超低床電車         |
| 71-623     | 71-623-01  | 6両               | 部分超低床電車         |
| AKSM-60102 | AKSM-60102 | 12両              |                        |
| 71-911     | 71-911EM   | 23両              | 超低床電車             |
| 71-934     | 71-934     | 1両               | 超低床電車 3車体連接車 |

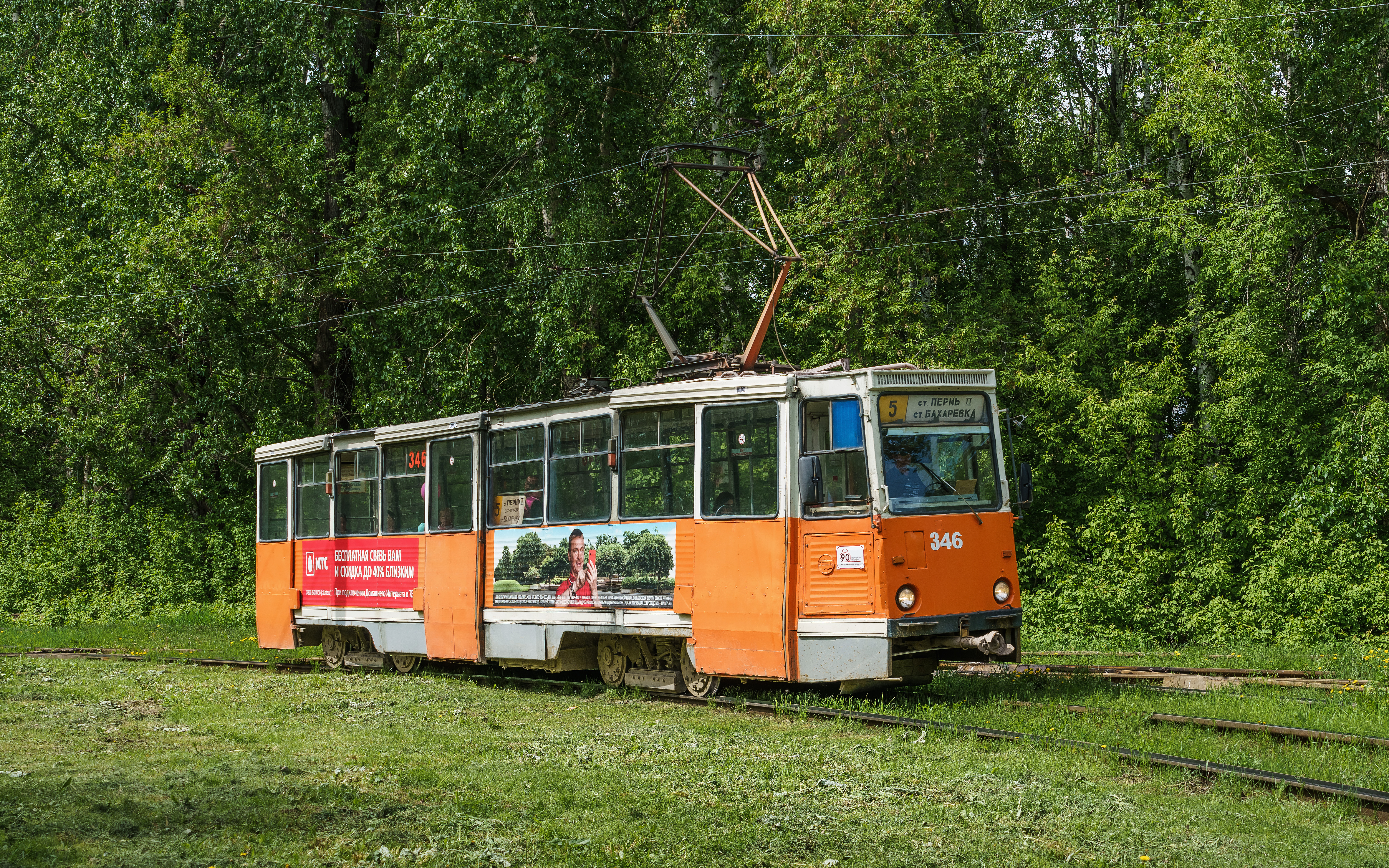
71-605（2019年撮影）
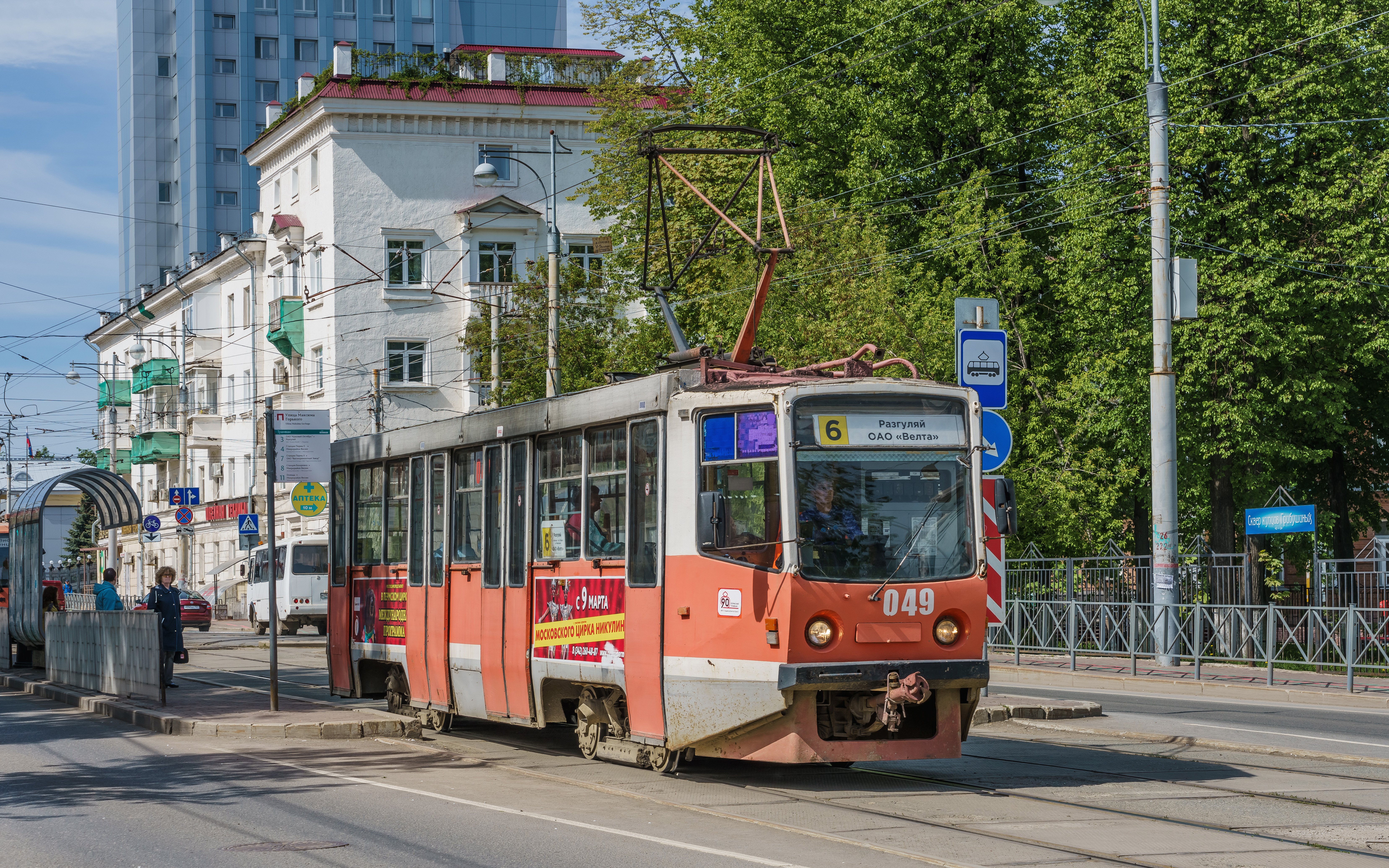
71-608（2019年撮影）
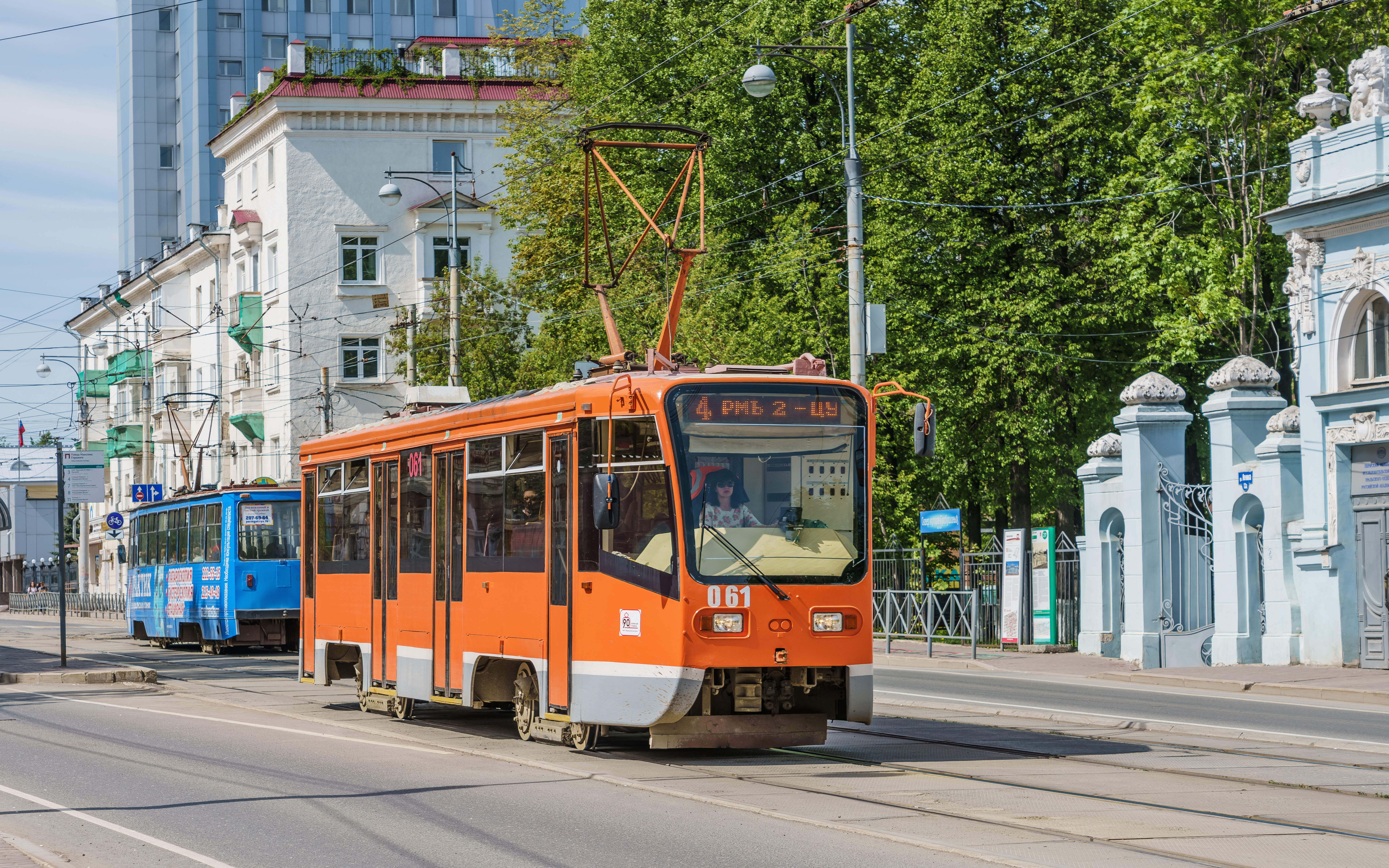
71-619（2019年撮影）
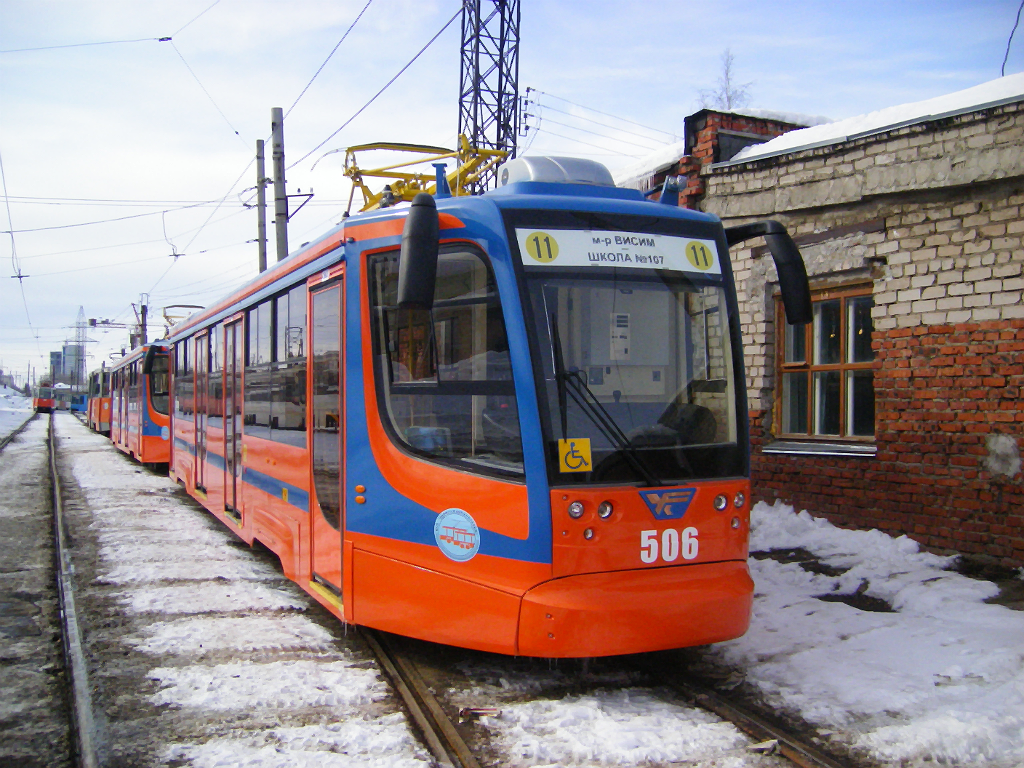
71-623（2011年撮影）
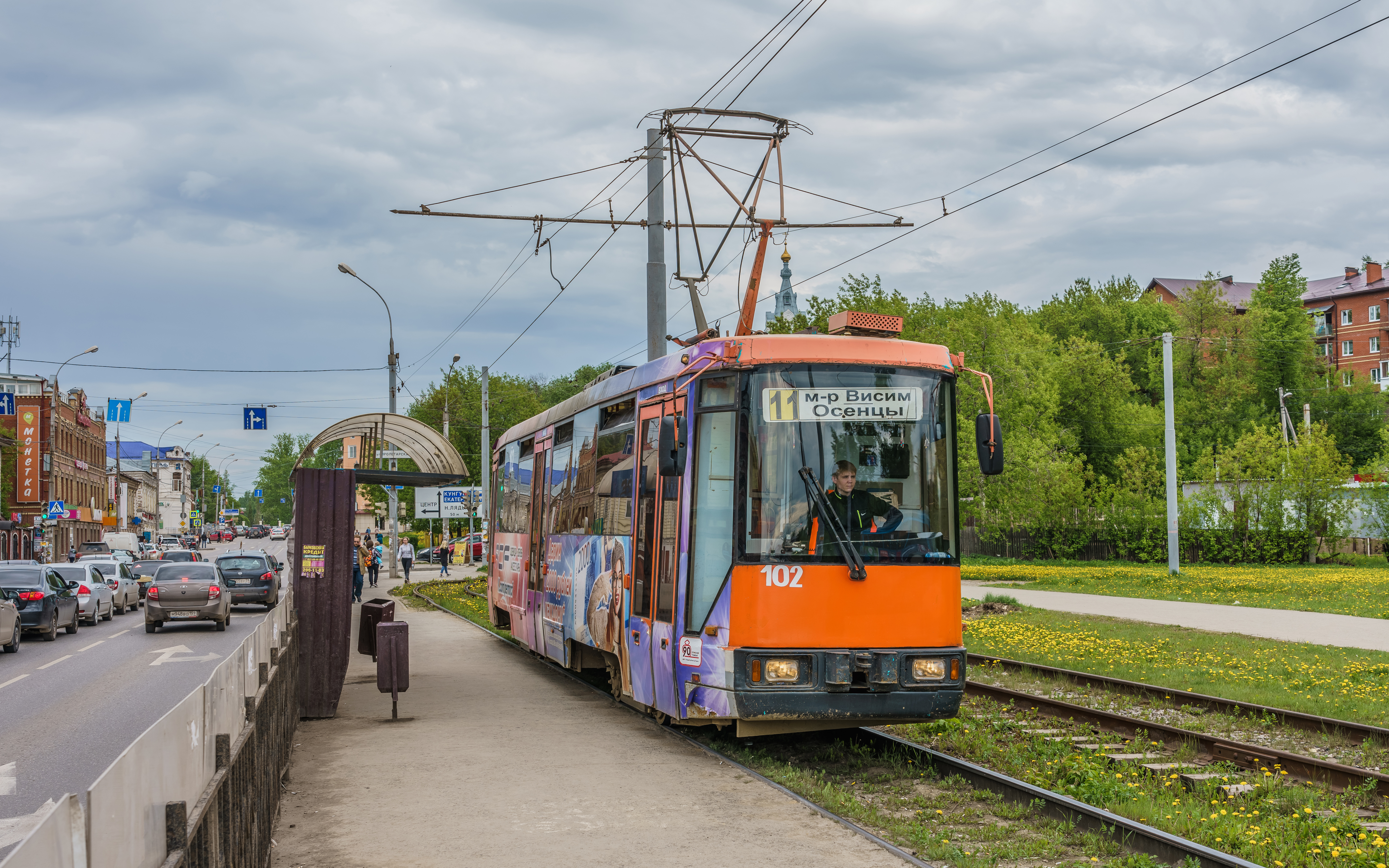
AKSM-60102（2019年撮影）

## 今後の予定
利便性向上を目的に、ペルミ市電にはペルミ国際空港を始めとした各方面への延伸計画が存在する。